# Svår kombinerad immunbrist
Svår kombinerad immunbrist (engelska: severe combined immunodeficiency, SCID) är en mycket allvarlig immunbristsjukdom där individen har få eller helt saknar lymfocyter, en grupp vita blodceller bestående av B-celler och T-celler. Brist på dessa lymfocyter gör att individen i fråga helt saknar ett adaptivt immunförsvar, och därmed blir ytterst känslig för alla typer av infektioner.

## Behandling
Det enda som botar SCID är benmärgstransplantation. Vid en benmärgstransplantation överförs blodstamceller i benmärgen från en donator till mottagaren, som därmed får möjligheten att producera egna lymfocyter. Risken för att utveckla transplantat-mot-värdsjukdom minskar då donatorns HLA-typ är densamma som mottagarens. För att möjliggöra tidig behandling ingår SCID sedan 2019 i PKU-testet som utförs som screening på alla nyfödda barn i Sverige. I USA infördes screening av nyfödda för SCID år 2008 i en delstat, och i slutet av 2018 införde den 50:e och sista delstaten i USA screening för SCID.

## Orsak
Orsaken till SCID är oftast en mutation i någon av de gener som styr mognandet av lymfocyter. Exempel på gener involverade är de två genvarianter (RAG-1 eller RAG-2) som är ansvariga för den somatiska rekombinationen av lymfocyternas antigenreceptorer. En framtida behandling mot SCID är genterapi som redan prövats kliniskt med varierande resultat för olika typer av SCID.